# 7755 Haute-Provence
7755 Haute-Provence è un asteroide della fascia principale. Scoperto nel 1989, presenta un'orbita caratterizzata da un semiasse maggiore pari a 3,1509342 UA e da un'eccentricità di 0,1095025, inclinata di 2,60700° rispetto all'eclittica.